# Lijst van NGC-objecten 1001-1100
Hieronder volgt een lijst van de NGC-objecten 1001 tot 1100. Deze lijst bevat ook informatie over het sterrenbeeld, rechte klimming, declinatie en de magnitude van het object.
| NGC nummer | Alternatieve naam | Type object                             | sterrenbeeld   | Rechte klimming | Declinatie   | Magnitude |
| ---------- | ----------------- | --------------------------------------- | -------------- | --------------- | ------------ | --------- |
| 1001       |                   | Sterrenstelsel                          | Andromeda      | 02u39m12,6s     | +41°40'18"   | 14,7      |
| 1002       |                   | Balkspiraalstelsel                      | Driehoek       | 02u38m55,7s     | +34°37'19"   | 13,94     |
| 1003       |                   | Spiraalvormig sterrenstelsel            | Perseus        | 02u39m16,9s     | +41°29'20"   | 12        |
| 1004       |                   | Elliptisch sterrenstelsel               | Walvis         | 02u37m41,8s     | +1°58'31"    | 13,71     |
| 1005       |                   | Sterrenstelsel                          | Andromeda      | 02u39m29,2s     | +41°29'20"   | 14,7      |
| 1006       | NGC 1010          | Balkspiraalstelsel                      | Walvis         | 02u37m34,8s     | -11°01'30"   | 14,50     |
| 1007       |                   | Sterrenstelsel                          | Walvis         | 02u37m52,2s     | +02°09'22"   | 15,70     |
| 1008       |                   | Elliptisch sterrenstelsel               | Walvis         | 02u37m55,3s     | +02°04'47"   | 14,63     |
| 1009       |                   | Spiraalvormig sterrenstelsel            | Walvis         | 02u38m19,1s     | +02°18'36"   | 15,21     |
| 1010       | NGC 1006          | Balkspiraalstelsel                      | Walvis         | 02u37m34,8s     | -11°01'30"   | 14,50     |
| 1011       |                   | Elliptisch sterrenstelsel               | Walvis         | 02u37m38,9s     | -11°00'20"   | 13,3R     |
| 1012       |                   | Elliptisch-spiraalvormig sterrenstelsel | Ram            | 02u39m14,9s     | +30°09'06"   | 13,00     |
| 1013       |                   | Sterrenstelsel                          | Walvis         | 02u37m50,5s     | -11°30'26"   | 14,97     |
| 1014       |                   | Dubbelster                              | Walvis         | 02u38m00,8s     | -9°34'24"    |           |
| 1015       |                   | Balkspiraalstelsel                      | Walvis         | 02u38m11,50s    | -1°19'08,0"  | 12,98     |
| 1016       |                   | Elliptisch sterrenstelsel               | Walvis         | 02u38m19,60s    | +02°07'10,0" | 12,61     |
| 1017       |                   | Spiraalvormig sterrenstelsel            | Walvis         | 02u37m49,90s    | -11°00'40,0" | 14,5      |
| 1018       |                   | Balkspiraalstelsel                      | Walvis         | 02u38m10,30s    | -09°32'38,0" | 15,38     |
| 1019       |                   | Balkspiraalstelsel                      | Walvis         | 02u38m27,50s    | +01°54'28,0" | 14,34     |
| 1020       |                   | Elliptisch sterrenstelsel               | Walvis         | 02u38m44,30s    | +02°13'53,0" | 15,14     |
| 1021       |                   | Balkspiraalstelsel                      | Walvis         | 02u38m48,0s     | +02°13'03"   | 15,02     |
| 1022       |                   | Balkspiraalstelsel                      | Walvis         | 02u38m32,7s     | -06°40'39"   | 12,09     |
| 1023       |                   | Lensvormig sterrenstelsel               | Perseus        | 02u40m24,0s     | +39°03'48"   | 10,35     |
| 1024       |                   | Spiraalvormig sterrenstelsel            | Ram            | 02u39m11,9s     | +10°50'49"   | 13,08     |
| 1025       |                   | Spiraalvormig sterrenstelsel            | Slingeruurwerk | 02u36m19,9s     | -54°51'51"   | 13,84     |
| 1032       |                   | Spiraalvormig sterrenstelsel            | Walvis         | 02u39m23,6s     | +01°05'38"   | 12,64     |
| 1039       | Messier 34        | Open sterrenhoop                        | Perseus        | 02u42m          | +42°46'      | 5,4       |
| 1042       |                   | Spiraalvormig sterrenstelsel            | Walvis         | 02u40m23,6s     | -08°25'59"   | 12,1      |
| 1049       |                   | Bolvormige sterrenhoop                  | Oven           | 02u39m52,5s     | -34°16'08"   | 13,6      |
| 1055       |                   | Spiraalvormig sterrenstelsel            | Walvis         | 02u41m45,3s     | +00°26'32"   | 12,5      |
| 1068       | Messier 77        | Spiraalvormig sterrenstelsel            | Walvis         | 02u42m40,8s     | -00°00'48"   | 8,9       |
| 1073       |                   | Spiraalvormig sterrenstelsel            | Walvis         | 02u43m40,6s     | +01°22'34"   | 12,5      |
| 1087       |                   | Spiraalvormig sterrenstelsel            | Walvis         | 02u46m25,3s     | -00°29'56"   | 11,4      |
| 1090       |                   | Spiraalvormig sterrenstelsel            | Walvis         | 02u46m33,7s     | -00°14'49"   | 12,8      |
| 1097       |                   | Spiraalvormig sterrenstelsel            | Oven           | 02u46m19,0s     | -30°16'29"   | 10,2      |
| 1097A      |                   | Elliptisch sterrenstelsel               | Oven           | 02u46m09,9s     | -30°13'43"   | 13,1      |
| 1098       |                   | Elliptisch sterrenstelsel               | Eridanus       | 02u44m53,6s     | -17°39'34"   | 12,7      |
| 1099       |                   | Balkspiraalstelsel                      | Eridanus       | 02u45m17,8s     | -17°42'31"   | 13,3      |
| 1100       |                   | Balkspiraalstelsel                      | Eridanus       | 02u45m35,9s     | -17°41'19"   | 13,1      |